# Årestad-Hällebergs biotopskyddsområde
Årestad-Hällebergs biotopskyddsområde este o arie protejată (arie specială de conservare — SAC, sit de importanță comunitară — SCI) din Suedia întinsă pe o suprafață de 5,9 ha, integral pe uscat.

## Localizare
Centrul sitului Årestad-Hällebergs biotopskyddsområde este situat la coordonatele 58°01′00″N 16°29′20″E / 58.0167°N 16.4889°E.

## Înființare
Situl Årestad-Hällebergs biotopskyddsområde a fost declarat sit de importanță comunitară în ianuarie 2002 pentru a proteja 1 specie de animale. Situl a fost protejat și ca arie specială de conservare în martie 2011.

## Biodiversitate
Situată în ecoregiunea boreală, aria protejată conține 2 habitate naturale: Păduri pe pante, grohotișuri și ravene de Tilio-Acerion, Pante stâncoase silicioase cu vegetație casmofită.
La baza desemnării sitului se află o specie protejată de  nevertebrate: rădașcă (Lucanus cervus).